# Kristen Anderson-Lopez
Kristen Anderson-Lopez, née Kristen Anderson, est une actrice et auteur-compositrice américaine.

## Doublage
- 2011 : Winnie l'ourson : Grand-Gourou
- 2013 : La Reine des neiges

## Distinctions

### Nominations
- Annie Awards 2012 : meilleure musique pour la télévision pour Winnie l'ourson
- Golden Globes 2014 : meilleure chanson originale pour Let It Go
- Critics' Choice Movie Awards 2014: meilleure chanson originale pour Let It Go
- Annie Awards 2014 : meilleure musique de film d'animation pour Let It Go
- Oscars 2014 : meilleure chanson originale pour Let It Go
- Oscars 2018 : meilleure chanson originale pour Remember Me
- Golden Globes 2020 :  Meilleure chanson originale pour Into the Unknown dans La Reine des neiges 2
- Oscars 2020 : Meilleure chanson originale pour Into the Unknown dans La Reine des Neiges 2 (Frozen 2) - Paroles et musique : Kristen Anderson-Lopez et Robert Lopez

## Vie privée
Elle est mariée à Robert Lopez depuis le 12 octobre 2013 : ils ont deux filles, Katie et Annie, qui ont toutes deux donné leur voix au film La Reine des neiges.